# Sound & Color
| Совокупная оценка | Совокупная оценка |
| Источник          | Оценка            |
| ----------------- | ----------------- |
| Metacritic        | 80/100            |
| Оценки критиков   |                   |
| Источник          | Оценка            |
| AllMusic          | [ 2 ]             |
| Exclaim!          | [ 3 ]             |
| The Observer      | [ 4 ]             |
| The Telegraph     | [ 5 ]             |
| Billboard         | [ 6 ]             |
| Slant Magazine    | [ 7 ]             |
| Rolling Stone     | [ 8 ]             |
| Pitchfork         | [ 9 ]             |
| NME               | [ 10 ]            |

Sound & Color — второй студийный альбом американской блюз-рок группы Alabama Shakes, изданный 21 апреля 2015 года на студии ATO (США), MapleMusic (Канада), Rough Trade Records (Великобритания). Альбом сразу достиг № 1 в хит-парадах Billboard 200, Top Rock Albums, Independent Albums (США). Альбом получил 6 номинаций на премию Грэмми, а его тираж к ноябрю 2015 года составил 792,000 копий в США.

## История
Альбом получил единодушные положительные отзывы и рецензии музыкальной критики и интернет-изданий: Slant Magazine, Pitchfork, The Telegraph, The Observer, Rolling Stone.
Sound & Color вышел 21 апреля 2015 года, возглавив объёдинённый хит-парад Billboard 200 (США) с тиражом 96 000 копий в первую неделю релиза. Sound & Color стал первым для группы чарттоппером. Он одновременно возглавил несколько американских чартов: № 1 в хит-парадах Billboard 200, Top Rock Albums, Alternative Albums, Digital Albums, Independent Albums (США).
Альбом получил 6 номинаций Grammy Awards, включая Альбом года, Лучший альтернативный альбом, Лучший продюсер, Лучший звукоинженер.

## Рейтинги
| Страна | Публикация           | Список                     | Ранг |
| ------ | -------------------- | -------------------------- | ---- |
| США    | Billboard            | 25 Best Albums of 2015     | 7    |
| США    | Complex              | The Best Albums of 2015    | 29   |
| США    | Consequence of Sound | Top 50 Albums of 2015      | 36   |
| США    | Entertainment Weekly | The 40 Best Albums of 2015 | 13   |
| США    | Rolling Stone        | The 50 Best Albums of 2015 | 37   |
| США    | The New York Times   | The Best Albums of 2015    | 7    |
| США    | Rough Trade          | Albums of the Year 2015    | 31   |

## Список композиций
Слова и музыка всех песен — ведущей вокалистки Бриттани Ховард, с помощью Blake Mills на "Future People", "Guess Who", и "Gemini".
| №                   | Название              | Длительность |
| ------------------- | --------------------- | ------------ |
| 1.                  | «Sound & Color»       | 3:02         |
| 2.                  | «Don't Wanna Fight»   | 3:53         |
| 3.                  | «Dunes»               | 4:18         |
| 4.                  | «Future People»       | 3:22         |
| 5.                  | «Gimme All Your Love» | 4:03         |
| 6.                  | «This Feeling»        | 4:29         |
| 7.                  | «Guess Who»           | 3:16         |
| 8.                  | «The Greatest»        | 3:50         |
| 9.                  | «Shoegaze»            | 2:59         |
| 10.                 | «Miss You»            | 3:47         |
| 11.                 | «Gemini»              | 6:36         |
| 12.                 | «Over My Head»        | 3:51         |
| Общая длительность: | Общая длительность:   | 47:26        |

## Чарты
| Чарт (2015)                      | Лучший результат |
| -------------------------------- | ---------------- |
| Австралия (ARIA)                 | 6                |
| Австрия (Ö3 Austria)             | 52               |
| Канада (Canadian Albums Chart)   | 1                |
| Бельгия/Фландрия (Ultratop)      | 12               |
| Бельгия/Валлония (Ultratop)      | 40               |
| Нидерланды (Album Top 100)       | 4                |
| Германия (Media Control)         | 31               |
| Новая Зеландия (RMNZ)            | 15               |
| Швейцария (Schweizer Hitparade)  | 10               |
| Великобритания (UK Albums Chart) | 6                |
| США (Billboard 200)              | 1                |

## Сертификации
| Регион | Сертификация | Продажи |
| --- | ------------ | ------- |
| США (RIAA) | Золотой      | 792,000 |
| * Данные о продажах приведены только на основе сертификации. ^ Данные о тиражах приведены только на основе сертификации. |              |         |